# Al-Hamra (Palestyna)
Al-Hamra (arab. الحمرا) – nieistniejąca arabska wieś w Dystrykcie Bajsanu w Mandacie Palestyny, wyludniona i zniszczona 31 maja 1948 po ataku Sił Obronnych Izraela podczas I wojny izraelsko-arabskiej.

## Lokalizacja
Al-Hamra zlokalizowana była w południowej części Doliny Bet Sze’an, w depresji na wysokości -175 metrów p.p.m., w odległości 7,5 kilometrów na południe od miasta Bet Sze’an. Według danych z 1945 r. do wsi należały grunty o powierzchni 1090,2 ha, a mieszkało w niej wówczas 730 osób.
| Własność gruntów | Powierzchnia gruntów (hektary) |
| ---------------- | ------------------------------ |
| Arabowie         | 862,3                          |
| Żydzi            | 215,3                          |
| publiczne        | 75,3                           |
| Razem            | 1090,2                         |

| Rodzaj użytkowanych gruntów | Arabowie (hektary) | Żydzi (hektary) |
| --------------------------- | ------------------ | --------------- |
| uprawy cytrusów             | 0                  | 5,7             |
| uprawy oliwek               | 2,1                | 0               |
| uprawy nawadniane           | 3,2                | 0               |
| uprawy zbóż                 | 842,9              | 215,3           |
| nieużytki                   | 73,3               | 0               |
| zabudowane                  | 5                  | 0               |

## Historia
W okresie panowania Brytyjczyków al-Hamra była niewielką wsią, której mieszkańcy utrzymywali się z upraw zbóż, owoców i oliwek.
Przyjęta 29 listopada 1947 roku Rezolucja Zgromadzenia Ogólnego ONZ nr 181 przyznała te tereny państwu żydowskiemu. Podczas I wojny izraelsko-arabskiej, w dniu 31 maja 1948 roku izraelscy żołnierze zajęli wieś al-Hamra. Wysiedlono wówczas wszystkich jej mieszkańców i wyburzono wszystkie domy.

## Miejsce obecnie
W miejscu wsi al-Hamra w 1951 r. utworzono moszaw Sede Terumot.